# شوشون (أيداهو)
شوشون (بالإنجليزية: Shoshone)‏ هي مدينة أمريكية تقع في ولاية أيداهو. تبلغ مساحة هذه المدينة 2.5 (كم²)،ويبلغ عدد سكانها 1461 نسمة حسب إحصاء سنة 2010 م 1461.تشير إحصاءات سنة 2000م بأن الكثافة السكانية في هذه المدينة تقدر بـ(578) نسمة/كم2

## التركيبة السكانية
قام مكتب تعداد الولايات المتحدة بتحديد بيانات التركيبة السكانية لشوشون في تعداد الولايات المتحدة. في ما يلي، التركيبة السكانية حسب تعدادي 2000 و2010.

### تعداد عام 2000
بلغ عدد سكان شوشون 1,398 نسمة بحسب تعداد عام 2000، وبلغ عدد الأسر 547 أسرة وعدد العائلات 355 عائلة مقيمة في المدينة. في حين سجلت الكثافة السكانية 1,432.0 نسمة لكل ميل مربع (552.9/كم2). وبلغ عدد الوحدات السكنية 615 وحدة بمتوسط كثافة قدره 629.9 نسمة لكل ميل مربع (243.2/كم2).
وتوزع التركيب العرقي للمدينة بنسبة 88.91% من البيض و1.43% من الأمريكيين الأصليين و0.79% من الأمريكيين ذوي الأصول الآسيوية و0.14% من سكان جزر المحيط الهادئ و0.07% من الأمريكيين الأفارقة و1.00% من عرقين مختلطين أو أكثر.
بلغ عدد الأسر 547 أسرة كانت نسبة 32.4% منها لديها أطفال تحت سن الثامنة عشر تعيش معهم، وبلغت نسبة الأزواج القاطنين مع بعضهم البعض 51.0% من أصل المجموع الكلي للأسر، ونسبة 9.0% من الأسر كان لديها معيلات من الإناث دون وجود شريك، وكانت نسبة 35.1% من غير العائلات. تألفت نسبة 30.0% من أصل جميع الأسر من أفراد ونسبة 14.8% كانوا يعيش معهم شخص وحيد يبلغ من العمر 65 عاماً فما فوق. وبلغ متوسط حجم الأسرة المعيشية 3.10، أما متوسط حجم العائلات فبلغ 2.49.
بلغ العمر الوسطي للسكان 36 عاماً. وكانت نسبة 27.1% من القاطنين تحت سن الثامنة عشر، وكانت نسبة 8.9% بين الثامنة عشر والأربعة وعشرون عاماً، ونسبة 24.8% كانت واقعةً في الفئة العمرية ما بين الخامسة والعشرين حتى الرابعة والأربعين عاماً، ونسبة 19.5% كانت ما بين الخامسة والأربعين حتى الرابعة والستين، ونسبة 19.6% كانت ضمن فئة الخامسة والستين عاماً فما فوق. يوجد لكل 100 أنثى 94.2 ذكر، ويوجد لكل 100 أنثى في الثامنة عشر من عمرها فما فوق 92.6 ذكر.
بلغ متوسط دخل الأسرة في المدينة 31,036 دولار، أما متوسط دخل العائلة فبلغ 35,787 دولار. وكان متوسط دخل الذكور 29,479 دولار مقابل 20,417 دولار للإناث. وسجل دخل الفرد الخاص بالمدينة 14,756 دولار. وكانت نسبة 11.1% من العائلات ونسبة 13.8% من السكان تحت خط الفقر، وكان من هؤلاء نسبة 21.1% تحت سن الثامنة عشر ونسبة 7.2% في الخامسة والستين من العمر وما فوق.

### تعداد عام 2010
بلغ عدد سكان شوشون 1,461 نسمة بحسب تعداد عام 2010، وبلغ عدد الأسر 542 أسرة وعدد العائلات 349 عائلة مقيمة في المدينة. في حين سجلت الكثافة السكانية 1,281.6 نسمة لكل ميل مربع (494.8/كم2). وبلغ عدد الوحدات السكنية 647 وحدة بمتوسط كثافة قدره 567.5 لكل ميل مربع (219.1/كم2).
وتوزع التركيب العرقي للمدينة بنسبة 81.0% من البيض و0.8% من الأمريكيين الأصليين و0.7% من الأمريكيين ذوي الأصول الآسيوية و0.1% من سكان جزر المحيط الهادئ و0.1% من الأمريكيين الأفارقة و2.8% من عرقين مختلطين أو أكثر.
بلغ عدد الأسر 542 أسرة كانت نسبة 38.4% منها لديها أطفال تحت سن الثامنة عشر تعيش معهم، وبلغت نسبة الأزواج القاطنين مع بعضهم البعض 48.3% من أصل المجموع الكلي للأسر، ونسبة 10.0% من الأسر كان لديها معيلات من الإناث دون وجود شريك، بينما كانت نسبة 6.1% من الأسر لديها معيلون من الذكور دون وجود شريكة وكانت نسبة 35.6% من غير العائلات. تألفت نسبة 30.3% من أصل جميع الأسر من أفراد ونسبة 13.8% كانوا يعيش معهم شخص وحيد يبلغ من العمر 65 عاماً فما فوق. وبلغ متوسط حجم الأسرة المعيشية 3.29، أما متوسط حجم العائلات فبلغ 2.63.
بلغ العمر الوسطي للسكان 33 عاماً. وكانت نسبة 29.4% من القاطنين تحت سن الثامنة عشر، وكانت نسبة 8.3% بين الثامنة عشر والأربعة وعشرون عاماً، ونسبة 24.6% كانت واقعةً في الفئة العمرية ما بين الخامسة والعشرين حتى الرابعة والأربعين عاماً، ونسبة 22.2% كانت ما بين الخامسة والأربعين حتى الرابعة والستين، ونسبة 15.7% كانت ضمن فئة الخامسة والستين عاماً فما فوق. وتوزع التركيب الجنسي للسكان بنسبة 48.5% ذكور و51.5% إناث.